# Deutsche Handelskammer in Österreich

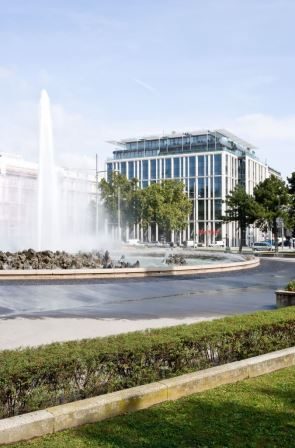
Das Gebäude der DHK am Schwarzenbergplatz 5 in Wien

Die Deutsche Handelskammer in Österreich (DHK) ist Teil des Netzwerks der deutschen Auslandshandelskammern (AHK) mit über 150 Standorten in 93 Ländern. Sie vertritt die Interessen von rund 1.400 Mitgliedsunternehmen im Wirtschaftsverkehr zwischen Österreich und Deutschland und hat ihren Sitz in Wien.

## Geschichte

### Gründung
Nach dem Ersten Weltkrieg bemühte sich die deutsche Wirtschaft, ihre Kontakte in Europa und Übersee durch die Errichtung von Auslandshandelskammern weiter aufzubauen. Österreich musste sich nach Bildung der ersten Republik und Auflösung eines nahezu autarken Wirtschaftsraumes in den Grenzen des damaligen Kaiserreiches verstärkt seinen westlichen Handelspartnern zuwenden.
Vor diesem Hintergrund entstand bereits im Jahr 1920 in Wien ein Verband zur Wahrung deutscher Industrie- und Handelsinteressen, aus dem in der Folge die „Deutsche Wirtschaftskammer für Österreich“ hervorging. Die Entwicklung der Mitgliederzahlen nahm stetig zu: 1923 waren es bereits 500, 830 im Jahr 1924 und 400 Mitglieder im Jahr 1928 in Deutschland und 500 in Österreich. 1926 stieg die Zahl auf insgesamt 1030.

### Vorläufige Auflösung
Mit dem Einmarsch deutscher Truppen in Österreich im März 1938 verlor die deutsche Handelskammer in Wien ihre Funktion. Sie wurde von dem hierfür zuständigen Stillhaltekommissar am 9. August 1938 aufgelöst. Das Vermögen von rund 24.000 RM floss der Reichswirtschaftskammer in Berlin zu.

### Wiedererrichtung
Bereits im Jahr 1951/52 war in Kreisen der deutschen ebenso wie in der österreichischen Wirtschaft darüber nachgedacht worden, auf freiwilliger Basis unter gleichberechtigter Beteiligung von Unternehmen aus Deutschland und Österreich wieder eine bilaterale deutsch-österreichische Handelskammer einzurichten.
Bei der eigentlichen Gründungsversammlung am 22. September 1955 bestand Einigkeit, dass die neue Kammer in ihren Organen gleichgewichtig mit deutschen und österreichischen Persönlichkeiten besetzt, die Mitglieder beider Länder mit denselben Rechten ausgestattet werden und die „Deutsche Handelskammer in Wien“ zum gegenseitigen Nutzen der deutschen wie der österreichischen Wirtschaft tätig sein sollte. Diese Grundsätze wurden in den folgenden Jahren durchgesetzt. Präsident der Deutschen Handelskammer in Österreich war ab 1984 der Industriekaufmann Horst Münzner (* 1925).
Heute zählen 1400 Unternehmen zu den Mitgliedern der DHK, wobei die Mitgliedschaft freiwillig ist.

## Organisation und Struktur
Die Kammer in Österreich versteht sich selbst als Vertretung der deutschen Wirtschaft und sie wirbt für den Standort Deutschland. Die Deutsche Handelskammer in Österreich (DHK) ist Lobbyist für rund 1400 Mitgliedsunternehmen. Das Präsidium und der Vorstand der DHK setzen sich aus Unternehmer- und Führungspersönlichkeiten aus der Wirtschaftsgemeinschaft Deutschlands und Österreichs zusammen. Die DHK ist Anbieter von Dienstleistungen insbesondere für die mittelständische Wirtschaft. Beispiele sind die Unterstützung beim Auslandsmarkteinstieg, Geschäftspartnervermittlung, Marktanalysen, Bonitätsauskünfte und Steuerangelegenheiten. Größtenteils finden die Veranstaltungen im Wiener Raum statt.